# Skulptur der heiligen Katharina (Heilbronn)

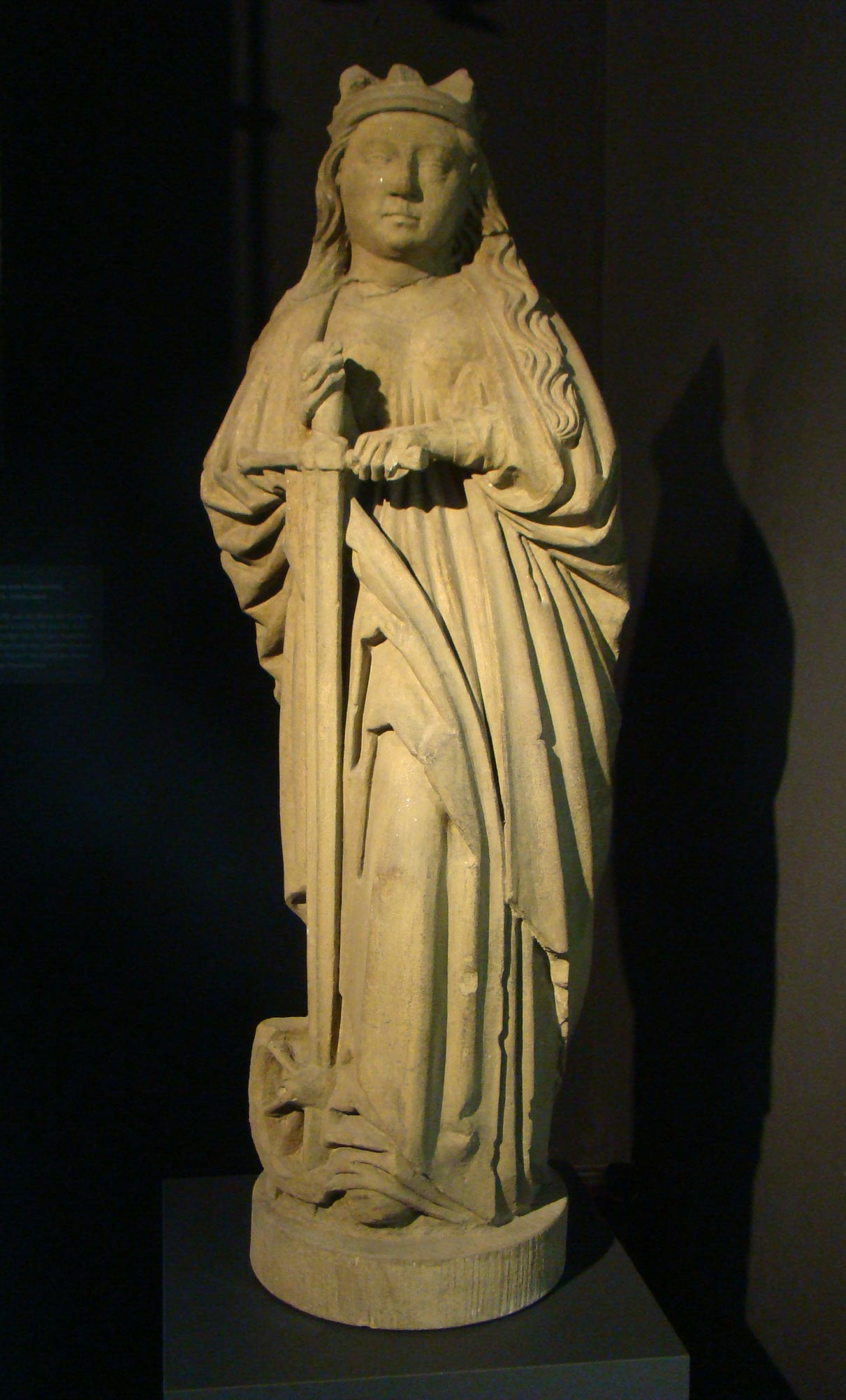
Skulptur der heiligen Katharina

Die Skulptur der heiligen Katharina in Heilbronn ist eine historische Sandsteinskulptur der heiligen Katharina von Alexandrien, die im Haus der Stadtgeschichte in Heilbronn ausgestellt wird.

## Beschreibung
Die Sandsteinfigur ist mit Sockel 102 cm hoch und war ursprünglich farbig gefasst. Der bekrönte Kopf der Figur war abgebrochen, wurde aber wieder aufgesetzt. Von der aufgesetzten Krone hat sich nur der Reif erhalten, vom Zierrat noch sechs Ansätze. Die Figur wird aufgrund ihrer Heiligenattribute als Katharina identifiziert: sie hält mit beiden Händen ein Schwert, das auf einem gebrochenen Rad steht. Schwert und Rad waren die Marterinstrumente der Heiligen. Das einfache Kleid ist gegürtet und fällt in parallel verlaufenden Falten mit schmalen, fast scharfkantigen Höhen und breiten Tälern. Sie hält mit dem Unterarmen ihren hochgeschürzten Mantel, der in stürzenden, überhängenden Falten über das rechte Knie fällt.
Die Figur ist von „einfacher Ausführung“ und hat ein „derbes, rundes Gesicht mit breiter Nase und kleinen Ohren in Augenhöhe [und] kleine Hände mit mageren Fingern“. Auffällig sind auch die „schematischen Wellenlinien“ der langen Haare, die über die Schultern fallen. Die „schematische Ausführung“ und die geschürzten Falten über dem rechten Knie weisen auf den Bildhauer hin, der den Stil der Werkstätte des Schwaigener Marienaltars prägte, vermutlich den Meister HL. Gräf datiert die Figur auf die Zeit um 1515, im Bestand des Heilbronner Stadtarchivs wird sie ins 15. Jahrhundert datiert.
Die Skulptur befand sich vermutlich einst im Heilbronner Katharinenspital und gelangte im 19. Jahrhundert in den Besitz des Hans Clemens Coy, der sie dann in seinem Hof, Ecke Fleiner-/Katharinenstraße, aufstellte. Nach dem Zweiten Weltkrieg war die Figur unter Trümmern verschüttet und wurde von Wilhelm Rieth wiederaufgefunden.